# Concierto para piano n.º 1 (Bartók)
El Concierto para piano n.° 1, Sz. 83, BB 91 de Béla Bartók fue compuesto en 1926. Tiene una duración de 23 a 24 minutos.

## Contexto
Durante casi tres años, Bartók apenas había compuesto. Rompió ese silencio con varias obras para piano, una de las cuales fue el Concierto para piano, compuesto entre agosto y noviembre de 1926.

## Estrenos
La obra se estrenó en el quinto Festival Internacional de la Sociedad Internacional de Música Contemporánea en Fráncfort el 1 de julio de 1927, con Bartók como solista y Wilhelm Furtwängler a la batuta.
El estreno estadounidense programado para 1927 en el Carnegie Hall por la Filarmónica de Nueva York, en una gira de Bartók, fue cancelado por el director Willem Mengelberg debido a la insuficiencia de ensayos. La Rapsodia de Bartók tuvo que ser sustituida en el programa. El Concierto finalmente se estrenó en Estados Unidos el 13 de febrero de 1928 en el mismo lugar, con Fritz Reiner dirigiendo la Orquesta Sinfónica de Cincinnati y Bartók como solista.

El concierto surge después de un mayor interés por la música barroca por parte de Bartók, que se aprecia por el mayor uso del contrapunto. La obra, sin embargo, conserva la aspereza y la disonancia características de Bartók. Aquí, como en otras partes de la producción de Bartók, el piano se usa como percusión. La importancia de los otros instrumentos de percusión se ilustra en la nota de Bartók:
La percusión (incluidos los timbales) debe colocarse directamente al lado del piano (detrás del piano).
Esta nota se omite en varias partituras impresas, pero ha sido recuperada en ediciones recientes.
Bartók escribió sobre el concierto: "Mi primer concierto [. . . ] lo considero una obra lograda, aunque su estilo es hasta un punto difícil, quizás hasta muy difícil para la orquesta y el público.”
El concierto está escrito para una orquesta que consta de un piano solo, dos flautas (una doblando el flautín), dos oboes (uno doblando el corno inglés), dos clarinetes (uno doblando el clarinete bajo), dos fagotes, cuatro trompas (en fa), dos trompetas (en do), tres trombones, timbales, dos cajas (una con caja y otra sin ella), bombo, cuatro platillos, triángulo, tamtam y cuerdas.

## Movimientos
1. Allegro moderato – Allegro
2. Andante – attacca
3. Allegro molto